# エミリア街道

エミリア街道（■ 茶色）

エミリア街道（イタリア語: Via Emilia）は、イタリア北部にある古代ローマ時代の街道。現在のピアチェンツァとリミニを直線状に結び、全長は約270 km。現在のエミリア＝ロマーニャ州を斜めに貫いており、街道沿いに重要な都市を発展させた。

## 名称
アエミリア街道（ラテン語: Via Aemilia, Via Æmilia）とも記される。Aemilia のイタリア語形が Emilia である。

## 歴史

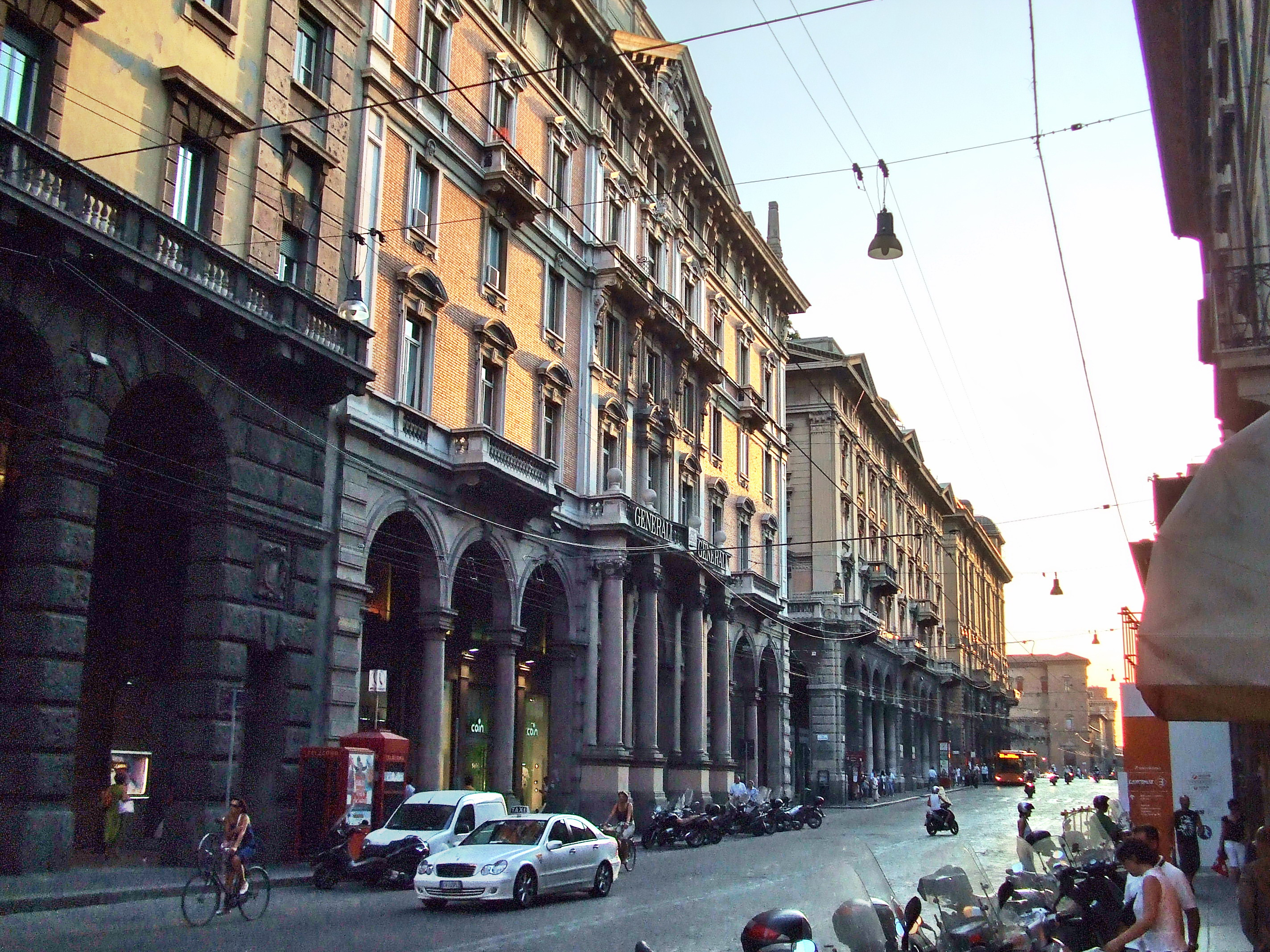
ボローニャ市内の通りも街道を基にした

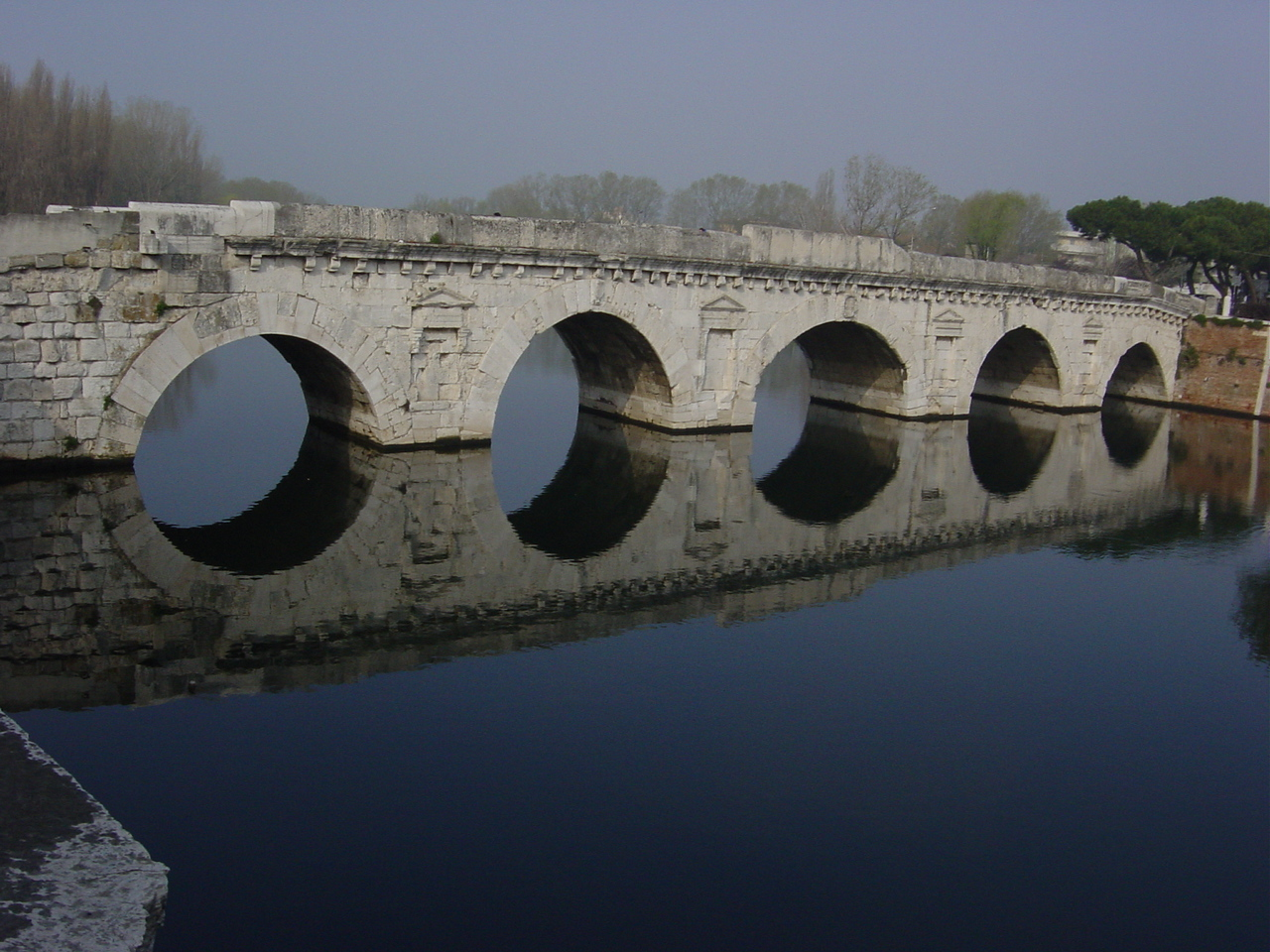
リミニ近くのローマ橋

ローマ人（共和政ローマ）は紀元前268年、アドリア海沿岸にアリミヌム（現在のリミニ）を建設。ポー平原（ポー川以南のガリア・キサルピナ地方）に勢力を広げ、紀元前218年にポー川河畔に兵営都市プラケンティア（現在のピアチェンツァ）を建設した。ローマからアリミヌムまではフラミニア街道が紀元前220年に開通している。
紀元前187年、執政官（コンスル）マルクス・アエミリウス・レピドゥスによって、アリミヌムとプラケンティアとを結ぶ街道が開通。街道は彼の名にちなみアエミリア街道と呼ばれた。街道はその途中でボノニア（現在のボローニャ、紀元前189年建設）を経由していた。
街道沿いには、ムティナ（現在のモデナ、紀元前183年建設）、レギウム（現在のレッジョ・エミリア、紀元前183年建設）、パルマ（紀元前183年建設）などの都市が新たに建設された。
その後紀元前148年には、プラケンティアから西はゲヌア（ジェノヴァ）、東はアクイレイアに至るポストゥミア街道が建設された。また、アエミリア街道を北西に延伸する形で、アウグスタ・プラエトリア・サラッソルム（アオスタ）などに向かう街道も建設された。紀元前42年頃にガリア・キサルピナがイタリア本土に編入された際、アエミリア街道沿いの地域は第8行政区「アエミリア」（Regio VIII Aemilia）となり、エミリア地方という地域名が生まれた。
エミリア街道は、現在の国道9号にあたる。アウトストラーダ（高速道路）A1、A14や鉄道路線が併走している。

## エミリア街道沿いの都市
ローマ時代のアエミリア街道沿いの主な都市を西から順に以下に列挙する。現在はこれらの都市の領土と東のロマーニャ地方を併せてエミリア＝ロマーニャ州となっている。
- ピアチェンツァ
- フィデンツァ
- パルマ
- レッジョ・エミリア
- モデナ
- ボローニャ
- イーモラ
- ファエンツァ
- フォルリ
- リミニ